# Каримово (Учалинский район)
Кари́мово (баш. Кәрим) — деревня в Учалинском районе Республики Башкортостан Российской Федерации. Входит в состав Ильчигуловского сельсовета.

## География
Расстояние до:
- районного центра (Учалы): 63 км,
- центра сельсовета (Ильчигулово): 10 км,
- ближайшей железнодорожной станции (Алтын-Таш): 16 км.

## Население
| 2002 | 2009 | 2010 |
| ---- | ---- | ---- |
| 335  | ↘326 | ↘270 |

Национальный состав
Согласно переписи 2002 года, преобладающая национальность — башкиры (95 %).

## Религия
В деревне есть модульная мечеть.